# Huevos moles
Los huevos moles es una preparación dulce a base de huevos muy típica de las provincias de Granada y Jaén. También es un postre tradicional en las Islas Canarias.

## Historia
En algunos países latinoamericanos, debido a su empleo en los conventos, quedó popularizado el plato como postre de la época colonial española. El escritor culinario de finales del siglo XVIII Juan de la Mata menciona los huevos moles en su obra. Con los mismos ingredientes que la receta andaluza, se conocen los huevos chimbos o quimbos en Costa Rica, Guatemala, Colombia, Chile, Paraguay, Perú y Bolivia, mientras que la variante canaria fue trasmitida en Argentina y Venezuela.

## Características
Se trata de una mezcla batida de yema de huevo con almíbar que acaba siendo una salsa fina cremosa. Es frecuente que se aromatice con agua de flores (agua de azahar, por ejemplo), canela molida. Estos huevos mezclados se suelen cocer ligeramente. Se servían en el siglo XVIII en cajitas de madera o en platos chinos.

### Variedades hispanas
En Canarias, una vez terminado el dulce de huevos y azúcar, se le añade gofio. 
En Andalucía, una vez terminados, se espolvorean con canela. 

### Variedades americanas

#### En Perú
El huevo chimbo, a veces en plural huevos chimbos, o también conocido como tajadón, es un postre tradicional que se elabora a partir de yemas de huevo y chuño, y se baña en almíbar a base de especias y pisco.